# Sanch-Inhan
Sanch Inhan (en francès Saint-Chinian) és un municipi occità del Llenguadoc, del departament de l'Erau a la regió Occitània.

## Fills il·lustres
- Agustarello Affre (1858-1931) cantant d'òpera.